# Élections législatives de 1877 dans les Alpes-Maritimes
Les élections législatives de 1877 ont eu lieu les 14 et 28 octobre 1877.

## Élus
|   | Circonscription | Député élu                |  | Groupe parlementaire | Député élu                |  | Groupe parlementaire |
| - | --------------- | ------------------------- |  | -------------------- | ------------------------- |  | -------------------- |
| 1 | Grasse          | Léon Chiris               |  | Centre gauche        | Léon Chiris               |  | Centre gauche        |
| 2 | Nice 1e         | Alfred Borriglione        |  | Centre gauche        | Alfred Borriglione        |  | Centre gauche        |
| 3 | Nice 2e         | Eugène Roissard de Bellet |  | Orléaniste           | Eugène Roissard de Bellet |  | Constitutionnel      |
| 4 | Puget-Théniers  | Henry Lefèvre             |  | Union républicaine   | Louis Decazes             |  | Constitutionnel      |

## Résultats à l'échelle du département
| Partis         | Partis             | Premier tour | Premier tour | Sièges |
| Partis         | Partis             | Voix         | %            | Sièges |
| -------------- | ------------------ | ------------ | ------------ | ------ |
|                | Centre gauche      | 23 071       | 57,38        | 2      |
|                | Constitutionnel    | 9 399        | 23,38        | 2      |
|                | Union républicaine | 4 124        | 10,26        | 0      |
|                | Bonapartistes      | 2 971        | 7,39         | 0      |
|                | Républicains       | 470          | 1,17         | 0      |
|                | Divers             | 169          | 0,42         | 0      |
|                |                    |              |              |        |
| Inscrits       | Inscrits           | 55 823       | 100,00       | 4      |
| Votants        | Votants            | 40 447       | 72,46        |        |
| Abstentions    | Abstentions        | 15 376       | 27,54        |        |
| Blancs et nuls | Blancs et nuls     | 243          | 0,60         |        |
| Exprimés       | Exprimés           | 40 204       | 99,40        |        |

## Résultats par arrondissement

### Arrondissement de Grasse
| Candidat       | Candidat       | Étiquette,     | Premier tour | Premier tour |
| Candidat       | Candidat       | Étiquette,     | Voix         | %            |
| -------------- | -------------- | -------------- | ------------ | ------------ |
|                | Léon Chiris    | Centre gauche  | 13 204       | 81,63        |
|                | Léon Rigal     | Bonapartiste   | 2 971        | 18,37        |
|                |                |                |              |              |
| Inscrits       | Inscrits       | Inscrits       | 21 310       | 100,00       |
| Votants        | Votants        | Votants        | 16 197       | 76,01        |
| Abstention     | Abstention     | Abstention     | 5 113        | 23,99        |
| Blancs et nuls | Blancs et nuls | Blancs et nuls | 22           | 0,14         |
| Exprimés       | Exprimés       | Exprimés       | 16 175       | 99,86        |

### Arrondissement de Nice

#### 1recirconscription
| Candidat       | Candidat           | Étiquette,     | Premier tour | Premier tour |
| Candidat       | Candidat           | Étiquette,     | Voix         | %            |
| -------------- | ------------------ | -------------- | ------------ | ------------ |
|                | Alfred Borriglione | Centre gauche  | 7 443        | 97,78        |
|                |                    | Divers         | 169          | 2,22         |
|                |                    |                |              |              |
| Inscrits       | Inscrits           | Inscrits       | 13 124       | 100,00       |
| Votants        | Votants            | Votants        | 7 814        | 59,54        |
| Abstention     | Abstention         | Abstention     | 5 310        | 40,46        |
| Blancs et nuls | Blancs et nuls     | Blancs et nuls | 202          | 2,59         |
| Exprimés       | Exprimés           | Exprimés       | 7 612        | 97,41        |

#### 2ecirconscription
| Candidat       | Candidat                  | Étiquette,          | Premier tour | Premier tour |
| Candidat       | Candidat                  | Étiquette,          | Voix         | %            |
| -------------- | ------------------------- | ------------------- | ------------ | ------------ |
|                | Eugène Roissard de Bellet | Constitutionnel     | 6 205        | 57,46        |
|                | Edmond Magnier            | Républicain radical | 4 124        | 38,19        |
|                | Alfred Lacour             | Républicain         | 470          | 4,35         |
|                |                           |                     |              |              |
| Inscrits       | Inscrits                  | Inscrits            | 14 583       | 100,00       |
| Votants        | Votants                   | Votants             | 10 809       | 74,12        |
| Abstention     | Abstention                | Abstention          | 3 774        | 25,88        |
| Blancs et nuls | Blancs et nuls            | Blancs et nuls      | 10           | 0,09         |
| Exprimés       | Exprimés                  | Exprimés            | 10 799       | 99,01        |

### Arrondissement de Puget-Théniers
| Candidat       | Candidat             | Étiquette,      | Premier tour | Premier tour |
| Candidat       | Candidat             | Étiquette,      | Voix         | %            |
| -------------- | -------------------- | --------------- | ------------ | ------------ |
|                | Louis Decazes        | Constitutionnel | 3 194        | 56,85        |
|                | Charles de Saint-Cyr | Centre gauche   | 2 424        | 43,15        |
|                |                      |                 |              |              |
| Inscrits       | Inscrits             | Inscrits        | 6 806        | 100,00       |
| Votants        | Votants              | Votants         | 5 627        | 82,68        |
| Abstention     | Abstention           | Abstention      | 1 179        | 17,32        |
| Blancs et nuls | Blancs et nuls       | Blancs et nuls  | 9            | 0,16         |
| Exprimés       | Exprimés             | Exprimés        | 5 618        | 99,84        |

L'élection est invalidée par la Chambre le 7 décembre 1878. Une élection partielle a lieu.